# Асландузский 186-й пехотный полк
186-й пехотный Асландузский полк — пехотная воинская часть Русской императорской армии.
Дислокация — Саратов.

## Формирование полка
Полк ведет своё начало от Грузинского линейного № 14 батальона, сформированного 21 марта 1834 г. из 3-го батальона упраздненного Козловского пехотного полка, который в свою очередь был сформирован под именем Украинского корпуса Козловского полка 15 декабря 1763 г. Последовательно батальон менял свои номера, оставаясь Грузинским линейным: 8 августа 1840 г. — № 16, 31 августа 1842 г. — № 17, 16 декабря 1845 г.— № 16, 5 декабря 1849 г. — № 12. Батальон неоднократно принимал участие в многочисленных стычках с горцами и нёс гарнизонную службу на Кавказе. 8 апреля 1858 г. батальон назван Кавказским линейным № 26, 23 марта 1868 г. — Тифлисским губернским, 1 августа 1874 г. — Тифлисским местным (кадровым). 27 ноября 1876 г. батальон переформирован в Тифлисский местный 4-батальонный полк, а в 1878 г. вновь сведён в батальон. 9 ноября 1883 г. батальон переименован в 5-й Кавказский резервный пехотный (кадровый) батальон. 25 марта 1891 г. назван Асландузским резервным пехотным (кадровым) батальоном. В 1910 г. Асландузский резервный батальон переформирован в 186-й пехотный Асландузский полк. 
Полк отличился в годы Первой мировой войны, действуя на маневренном и позиционном этапах последней.
Расформирован в январе 1918 года.

## Знаки отличия полка
- Юбилейное знамя с надписью: «1763—1863». Пожаловано 15 декабря 1863 года.
- Знаки отличия (нагрудные у офицеров, на головные уборы у нижних чинов) с надписью:

в 1-й, 2-й, 3-й, 4-й и 9-й ротах: «За Кавказскую войну» (пожалованы 19 февраля 1868 года Кавказскому линейному № 26 батальону);
во 2-м и 4-м батальонах: «За отличіе въ войну съ Японіей въ 1904 и 1905 годахъ» (Высочайший приказ 30 июля 1911 года).

## Командиры полка
- 23.05.1908—23.10.1910 — полковник Вачнадзе, Александр Иванович (командир резервного батальона)[3]
- 28.06.1910 — не ранее 01.03.1914 — полковник Лучинский, Александр Лаврентьевич[4]

## Известные люди, служившие в полку
- Ковпак, Сидор Артемьевич — генерал-майор, командир партизанского отряда в годы Великой Отечественной войны, дважды Герой Советского Союза.